# اندرس گونزالس (بازیکن فوتبال اسپانیایی)
اندرس گونزالس (انگلیسی: Andrés González؛ زادهٔ ۲ مارس ۱۹۸۸) بازیکن فوتبال اهل اسپانیا است.
از باشگاه‌هایی که در آن بازی کرده‌است می‌توان به باشگاه فوتبال ایبار اشاره کرد.